# Respeto

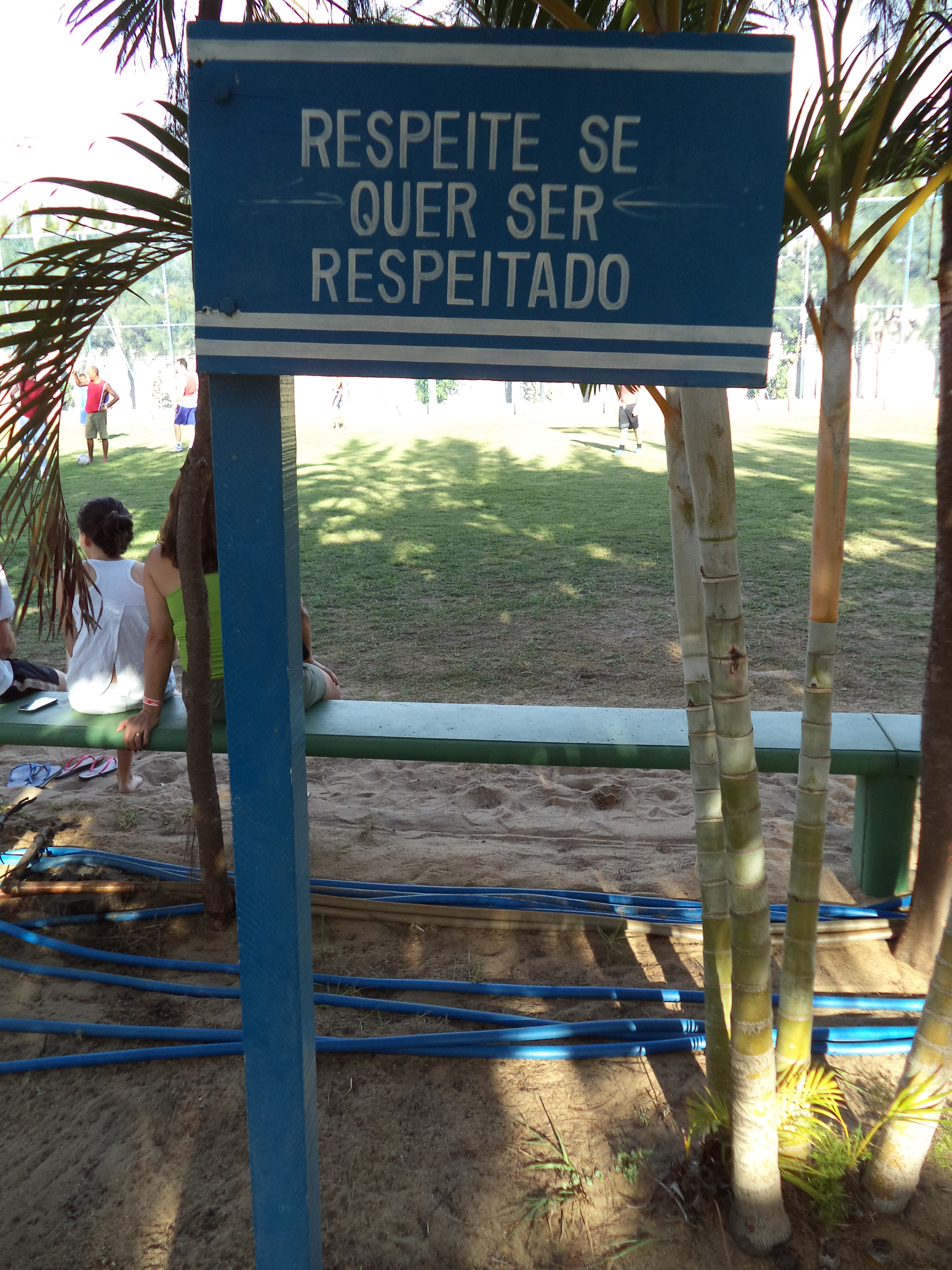
Cartel sobre el respeto en São João da Barra: Respeite se quer ser respeitado (en español «respete si quiere ser respetado»).

El respeto  (del latín respectus, ‘estima’ o ‘consideración’) es la consideración y valoración especial o positiva ante alguien o algo, al que se le reconoce valor social o especial diferencia. Transmite una sensación de admiración por las cualidades buenas o valiosas. También es el proceso de honrar a alguien mostrando interés, preocupación o consideración por sus necesidades o sentimientos.
También es uno de los valores fundamentales que el ser humano debe tener siempre presente a la hora de interactuar con personas de su entorno. Muchas formas de respeto se basan en la relación de reciprocidad, respeto mutuo, reconocimiento mutuo, etc. Sin embargo, en lo que se refiere al respeto de las personas hacia objetos, costumbres, religiones, culturas, ideologías e instituciones sociales, se fundamentan en otras consideraciones diferentes de la reciprocidad.
De acuerdo con el Diccionario de la  Real Academia Española (RAE), entre otros significados, el respeto está relacionado con la veneración o el acatamiento que se hace a alguien por cortesía, e incluye miramiento, consideración y diferencia. 
Tradicionalmente se considera que las muestras de respeto están relacionadas con cuestiones morales y éticas, aunque en algunos casos tienen que ver con cuestiones legales y culturales. El término respeto aparece en diversas disciplinas como la filosofía política y otras ciencias sociales como la antropología, la sociología y la psicología.
El respeto en las relaciones interpersonales comienza en el individuo, en el reconocimiento del mismo como entidad única, que necesita y quiere comprender al otro. Consiste en saber valorar los intereses.
Algunas personas pueden ganarse el respeto de los individuos ayudando a otros o desempeñando papeles sociales importantes. En muchas culturas, se considera que las personas son dignas de respeto hasta que demuestren lo contrario. Las cortesías que muestran respeto pueden incluir palabras y frases simples como "Gracias" en el Occidente o "Namaste" en el subcontinente indio, o signos físicos simples como una leve reverencia, una sonrisa, contacto visual directo o un simple apretón de manos; sin embargo, esos actos pueden tener interpretaciones muy diferentes, dependiendo del contexto cultural

## Respeto por las personas

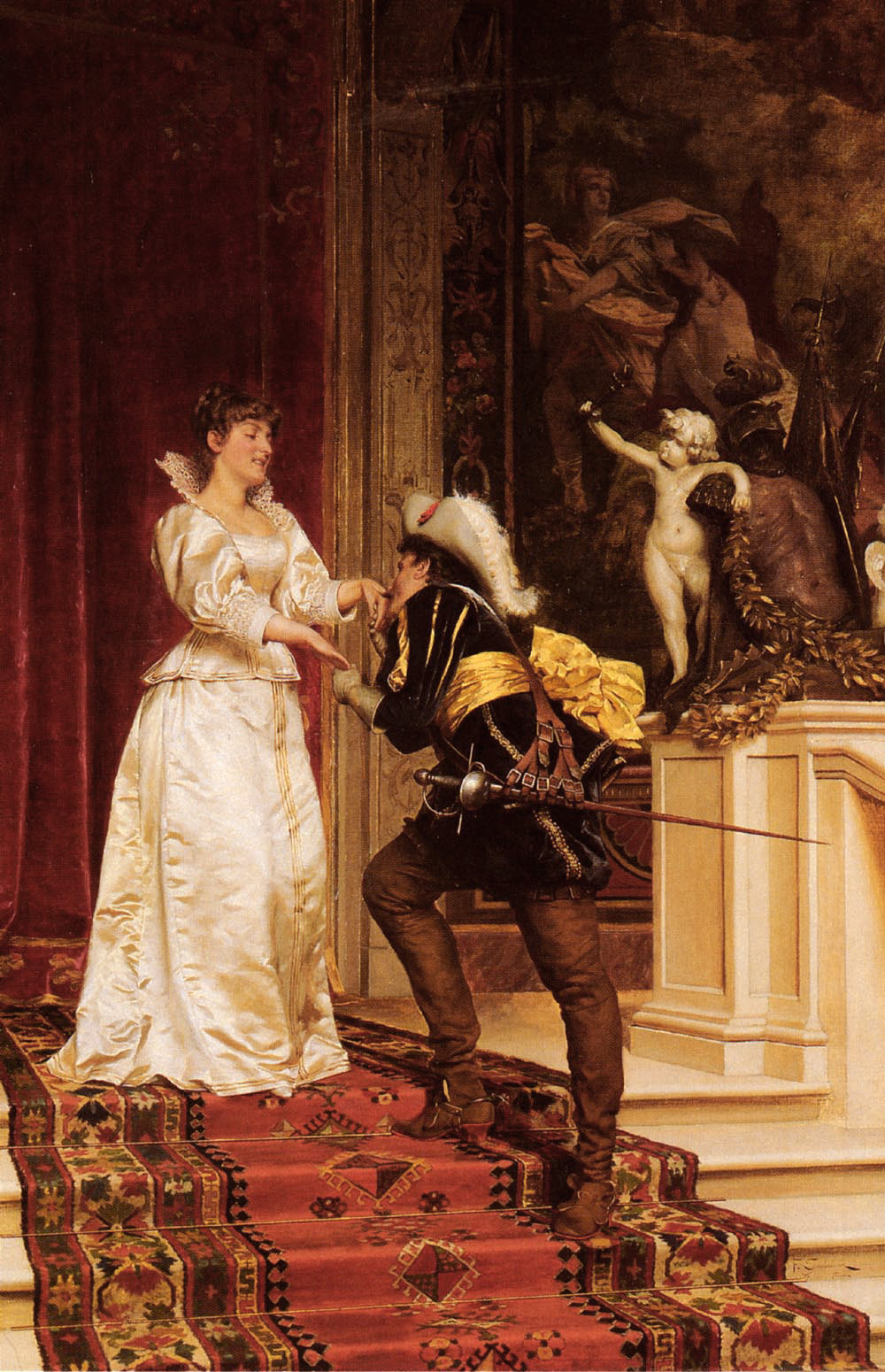
Gesto de respeto y cortesía (cuadro titulado el beso del caballero de Frédéric Soulacroix).

Entre los pensadores  la afirmación que ha alcanzado más peso o influencia es la incluida en la filosofía de Kant que dice que a todas las personas se les debe respeto por el simple hecho de ser personas, o dicho de otra forma por ser seres racionales libres. Kant señaló que era preciso enseñar a temprana edad a los niños el respeto y consideración del derecho de los demás.

## El respeto como virtud moral
El respeto también puede considerarse como punto medio entre dos extremos: por exceso y por defecto.[cita requerida]
1. Por defecto: el miedo, tanto a las personas que le rodean como a objetos o situaciones que afronta el individuo, llevándole a situaciones de imposibilidad a realizar determinados proyectos o metas, como por ejemplo en el caso de los complejos de inferioridad.
2. Por exceso: el abuso o desmedida de los límites preestablecidos para un correcto orden y trato de las personas o situaciones de cada individuo, lo que lleva a conflictos con los otros como también la imposición de límites o normas a fin de superar la crisis del abuso y restablecer el orden de los derechos de cada individuo.

El respeto a los demás es una variedad de virtud o fortaleza de carácter. El filósofo Immanuel Kant hizo de la virtud del respeto el núcleo de su imperativo categórico:

Actuad de tal modo que tratéis a la humanidad… siempre al mismo tiempo como un fin, nunca meramente como un medio.

## Teoría del reconocimiento

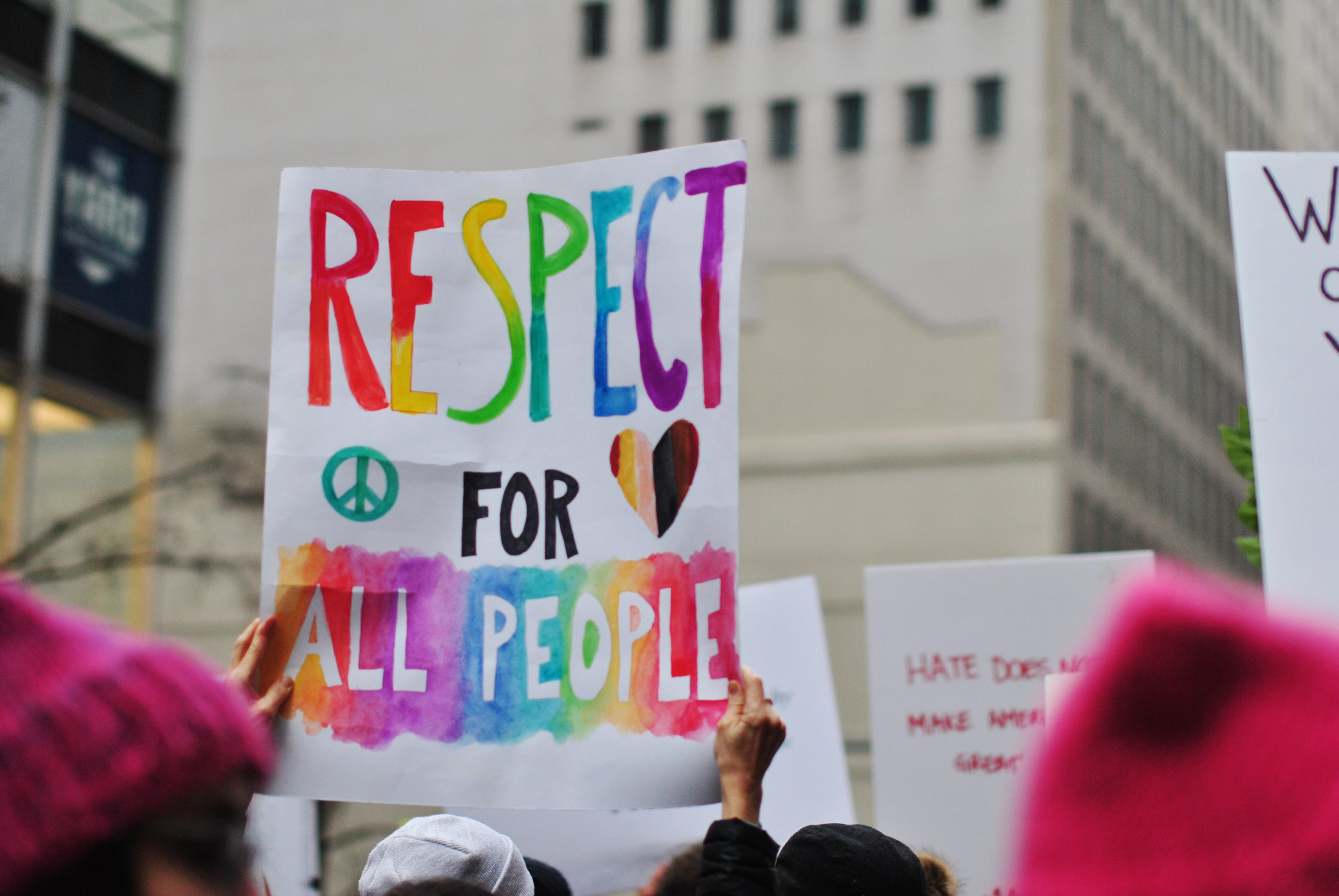
Manifestante sosteniendo un cartel con el texto "respeto para todos" (Nueva York, EE. UU., 2017).

En el campo de la filosofía práctica, Honneth está actualmente asociado con el proyecto de revitalizar la teoría crítica por medio de una teoría del reconocimiento o teoría del reconocimiento recíproco, cuyo primer bosquejo fue esbozado en su obra «La lucha por el reconocimiento» (edición original alemana de 1992, traducción al castellano de 1997). El trabajo de Honneth consiste en articular la dimensión descriptiva de una teoría del reconocimiento con la descripción prescriptiva de una teoría moral. Para ello, se apoya en la premisa antropológica según la cual:

«el hombre solamente es hombre entre los hombres»
Fichte

Es decir, que la relación práctica consigo se constituye en una relación con el otro. El reconocimiento fue inicialmente tratado por Hegel en su libro Fenomenología del espíritu.

## Signos y otras formas de mostrar respeto

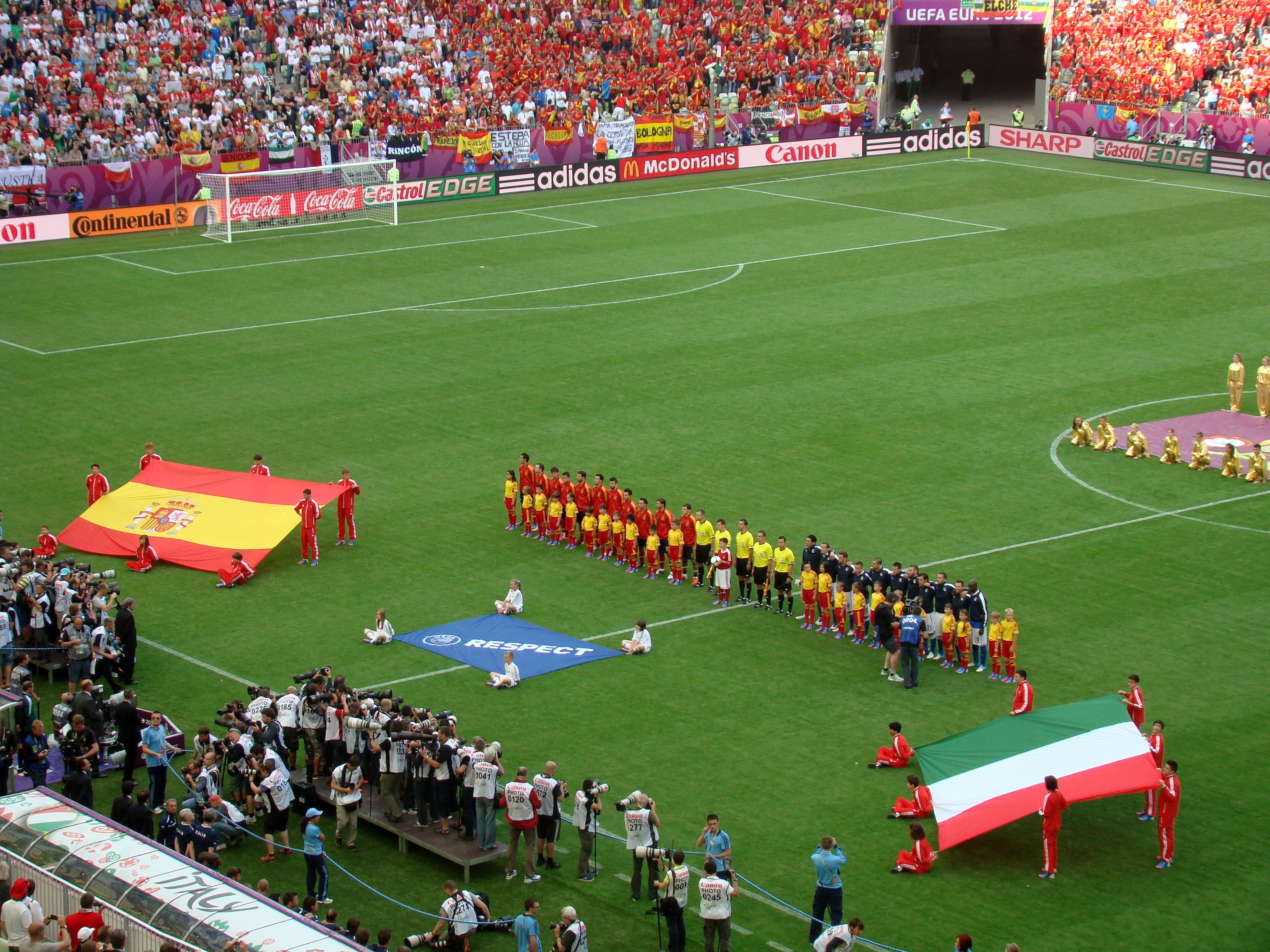
Cartel con la palabra "Respeto" en la ceremonia de presentación de los equipos de un partido de fútbol (Polonia, España -Italia, 2012).

### Idioma
El respeto es un sentimiento de profunda admiración por alguien o algo que surge de sus habilidades, cualidades y logros.
Un título honorífico es una palabra o frase (a menudo una pronunciación) que muestra respeto cuando se usa para dirigirse o referirse a una persona o animal. Por ejemplo Su Majestad o  Excmo Sr.
Por lo general, los honoríficos se usan para la segunda y tercera persona; el uso en primera persona es menos común. Algunas lenguas tienen formas anti-honoríficas de primera persona (como "tu más humilde servidor" o "esta persona indigna") cuyo efecto es realzar el honor relativo atribuido a la segunda o tercera persona.
Por ejemplo, es una falta de respeto no usar lenguaje cortés y honoríficos cuando se habla en japonés a alguien de un estatus social más alto.
En China, se considera descortés llamar a alguien por su nombre de pila, a menos que la persona se conozca desde hace mucho tiempo. En situaciones relacionadas con el trabajo, las personas se dirigen entre sí por su título. En el hogar, a las personas a menudo se las llama por apodos o términos de parentesco. En la cultura china, las personas a menudo se dirigen a sus amigos como jóvenes y mayores, incluso si son solo unos meses más jóvenes o mayores. Cuando los chinos preguntan por la edad de alguien, suelen hacerlo para saber cómo dirigirse a esa persona.

### Gestos físicos

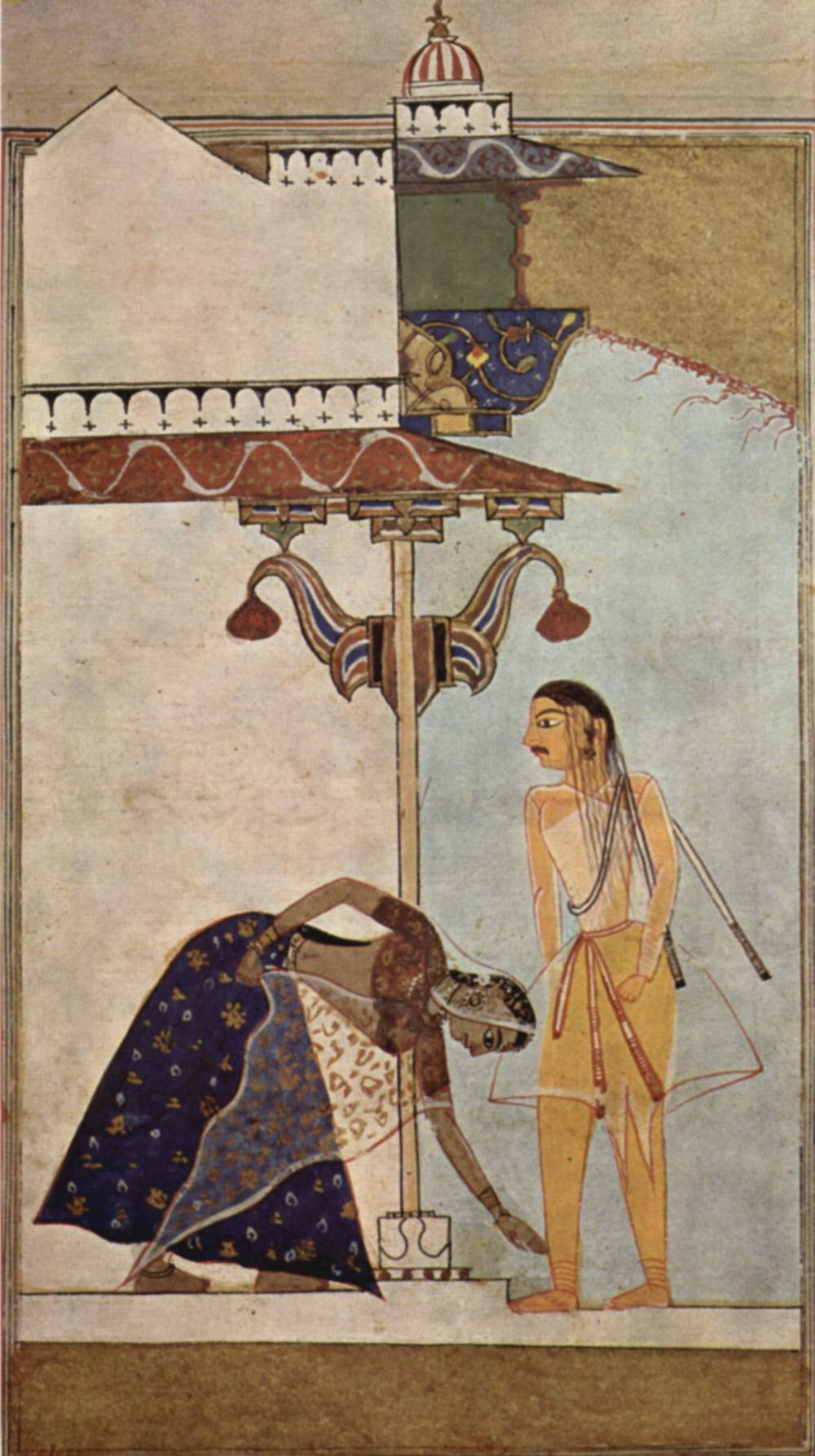
Una mujer toca el pie de su marido en señal de respeto. Pintura de las Indias occidentales de alrededor de 1530, en la obra Laur - Chanda.

En las culturas islámicas de todo el mundo, hay muchas formas de mostrar respeto a las personas. Por ejemplo, se recomienda besar las manos de padres, abuelos y profesores. Además, en los dichos de Mahoma, se dice que si una persona mira los rostros de sus padres y maestros con una sonrisa, Allah seguramente lo recompensará con éxito y felicidad.
En la India, es costumbre mostrar respeto cuando el pie de una persona toca accidentalmente un libro o cualquier material escrito (que se considera una manifestación de Saraswati, la diosa del conocimiento) o el pie de otra persona, seguido de una disculpa en forma de un gesto de la mano (Pranama) con la mano derecha, mientras que el infractor toca primero el objeto con la punta de los dedos y luego con la frente o el pecho. Esto también se aplica al dinero, que se considera una manifestación de la diosa de la riqueza Lakshmi. Pranama o tocar los pies en la cultura india es una señal de respeto. Por ejemplo, cuando un niño saluda a sus abuelos, normalmente  toca los pies de ellos con sus manos. En la cultura india, se cree que los pies son la fuente de la fuerza y el amor.
Muchos gestos o acciones físicas que son comunes en Occidente pueden considerarse una falta de respeto en Japón. Por ejemplo, no debe señalar directamente a alguien. Al saludar o agradecer a alguien, puede considerarse ofensivo si la persona de menor estatus no se inclina más bajo que la persona de mayor estatus. La duración y el nivel de flexión depende de muchos factores, como la edad y el estado. Algunas señales de respeto físico se aplican solo a las mujeres. Si una mujer no usa cosméticos o sostén, es posible que la consideren poco profesional o que los demás piensen que no le interesa el estatus.

## Cortesía
La cortesía  abarca un conjunto de comportamientos sociales entre individuos de una misma sociedad orientados a expresar reconocimiento a los demás y consistentes en expresarse y actuar con respeto hacia los demás. La cortesía es generalmente un reflejo de los buenos modales. El respeto al otro y el respeto a uno mismo ocupan un lugar esencial en la cortesía, hasta tal punto, escribe, «que, de forma metonímica, la representa enteramente. Al exigir respeto, reivindicamos la cortesía».

## Tolerancia
Significativamente distinta de la noción de respeto, la tolerancia es una actitud consistente en admitir en otra persona una manera de pensar o de actuar diferente de la que uno adopta. Se trata en realidad de respetar la libertad de los demás en cuestiones de opiniones, creencias o normas de vida. La indulgencia es también una forma de tolerancia.

## Respeto a la privacidad
La Declaración Universal de los Derechos Humanos de 1948 establece los derechos del individuo y, entre ellos, el derecho a la protección de la vida privada.
La principal disposición relativa a la vida privada en el derecho civil francés es el artículo 9 del Código Civil francés, resultante de la ley del 17 de julio de 1970, que dispone que: Toda persona tiene derecho al respeto de su vida privada. Los jueces podrán, sin perjuicio de la indemnización por el daño sufrido, prescribir medidas, como el secuestro, la incautación y otras, que puedan prevenir o poner fin a una invasión de la privacidad. Estas medidas podrán, en caso de urgencia, ordenarse en un procedimiento sumario.
Además, el artículo 226-1 del Código Penal castiga «con un año de prisión y multa de 45.000 euros el acto, por cualquier medio, de atentar voluntariamente contra la intimidad de la vida privada de otra persona».

## Saludo militar
El saludo militar es una señal de saludo y respeto dentro y fuera de todas las instituciones militares. El saludo es utilizado normalmente por el personal militar para presentarse a sus superiores y subordinados, así como para saludar a los civiles. Lo utilizan los soldados rasos para mostrar respeto a los oficiales y viceversa, los oficiales a su vez saludan a los oficiales de alto rango. No devolver el saludo de un subordinado se considera una afrenta.

## Respeto a los animales
El concepto de bienestar animal se refiere a la consideración de las condiciones de vida los animales, en el sentido del respeto de los seres humanos hacia los animales, del mismo modo que los seres humanos respetan a sus semejantes.
En Francia, muchos sitios de derechos de los animales publican en línea la Declaración Universal de los Derechos de los Animales, proclamada solemnemente el 15 de octubre de 1978 en la Casa de la UNESCO en París por la  Liga Internacional de los Derechos del Animal. El artículo 2 de este texto establece que “Toda vida animal tiene derecho al respeto».